# Daniel Profanter

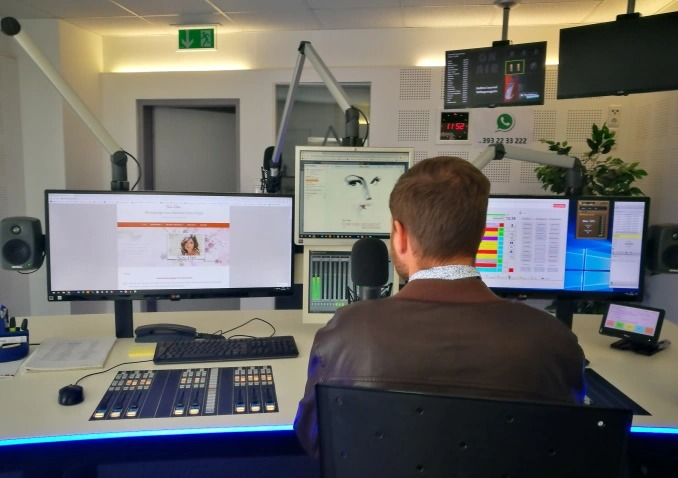
Profanter bei der Moderation Radio Holiday (2019)

Daniel Profanter (* 6. März 1996 in Brixen) ist ein ehemaliger Radiomoderator aus Südtirol (Italien). Er arbeitete bis 2022 als Morgenmoderator beim Südtiroler Radiosender Radio Holiday.

## Leben
Profanter trat 2009 erstmals als Radiomacher auf und gründete Südtirols erstes Webradio. Damals war das Internetradio noch in den Kinderschuhen, was nach einiger Zeit auch wieder zur Schließung führte. 2013 versuchte Profanter wiederum die Gründung eines Webradios, diesmal jedoch mit dem nötigen Wissen. Der Name des Senders war „Südtirol FM“, der im Frühjahr 2013 nach langen Verhandlungen mit den Besitzern entstand. Der Sender existierte bis 2018. Profanter stieg allerdings ein Jahr zuvor aus und absolvierte diverse Praktika, so z. B. bei Südtirol 1 in Bozen oder auch bei Antenne Bayern in München. Ende 2016 wechselte er dann als Redakteur zum Südtirol Digital Fernsehen. 2018 bekam Profanter das Angebot, bei Radio Sonnenschein in Lana zwei Mal wöchentlich die Wunschsendung „Bei Anruf Hit“ zu moderieren. Im Juli 2018 wechselte Profanter zu Radio Holiday nach Bruneck und moderierte dort unter anderem das Frühstücksradio, aber auch Spezialsendungen wie z. B. die Silvesterparty 20/21 sowie 21/22.